# أجارا نشوت
أجارا نشوت نجويا (مواليد 12 يناير 1993) هي لاعبة كرة قدم كاميرونية محترفة تلعب كمهاجمة مع نادي القادسية السعودي للسيدات ومنتخب الكاميرون للسيدات.

## نشأته
ولدت نشوت في نجيسي، فومبان، وتقول إن عائلتها لم تشجعها على لعب كرة القدم، مفضلة أن تركز بدلاً من ذلك على التعليم.

## مسيرتها الكروية
في يناير 2015، وافقت نشوت على الانضمام إلى وسترن نيويورك فلاش من الدوري الوطني لكرة القدم للسيدات. لعبت سابقًا في الدوري الروسي الممتاز لفريق إف سي إنيرجي فورونيج ودبليو إف سي روسيانكا.
تم التنازل عنها من قبل فلاش في أكتوبر 2015. في ديسمبر 2015 أعلنت أنها وقعت عقدًا مع نادي سندسفالس دي إف إف التابع لرابطة النخبة السويدية.
ووقع نشوت لاحقًا مع فاليرينغا بعد مشاركته في 22 مباراة مع ساندفيكين. لقد غابت عن نهائي كأس النرويج مع ساندفيكين لأنها كانت في مهمة دولية مع الكاميرون، وهي المباراة التي خسروها.

## مسيرتها الدولية
باعتبارها عضوًا في المنتخب الوطني الكاميروني، لعبت في دورة الألعاب الأولمبية الصيفية 2012. كما كانت أيضًا جزءًا من المنتخب الوطني في كأس العالم للسيدات 2015 وكأس العالم للسيدات 2019. شاركت في جميع المباريات الأربع في كأس العالم 2015، وسجلت هدفًا ضد اليابان، الفريق الذي انتهى به الأمر بالحصول على المركز الثاني في البطولة. خلال كأس العالم 2019، سجلت الهدفين الوحيدين للفريق في الفوز الوحيد للفريق في دور المجموعات والذي قادهم إلى دور الستة عشر. في أغسطس 2019، تم ترشيحها لجائزة بوشكاش 2019 من الفيفا عن هدفها ضد نيوزيلندا في كأس العالم للسيدات الفيفا.

## الإنجازات
فاليرينغا
- الدوري النرويجي الممتاز: 2020[12][13]
- كأس النرويج للسيدات: 2020[14]

أتلتيكو مدريد
- كأس السوبر الإسباني: 2020–21

الكاميرون
- كأس الأمم الأفريقية للسيدات: الوصيفة: 2014، 2016، المركز الثالث: 2018

الفردية
- هداف فريق إيليتتان لعام 2016
- توبسيريين هداف الفريق: 2020[12][15]
- القائمة النهائي لجائزة أفضل لاعبة كرة قدم أفريقية للعام: 2019، 2022

## الأهداف الدولية
| #   | التاريخ        | المكان                                         | الخصم      | النتيجة | الهدف | المسابقة                                                          |
| --- | -------------- | ---------------------------------------------- | ---------- | ------- | ----- | ----------------------------------------------------------------- |
| 1.  | 12 يونيو 2015  | بي سي بليس، فانكوفر، كندا                      | اليابان    | 1–2     | 1–2   | كأس العالم للسيدات 2015                                           |
| 2.  | 6 يونيو 2018   | ملعب ألفونس ماسيمبا-ديبات، برازافيل، Congo     | الكونغو    | 2–0     | 5–0   | تصفيات بطولة إفريقيا لكرة القدم للسيدات 2018                      |
| 3.  | 9 يونيو 2018   | ملعب أحمدو أهيدجو، ياوندي، الكاميرون           | الكونغو    | 1–0     | 5–0   | تصفيات بطولة إفريقيا لكرة القدم للسيدات 2018                      |
| 4.  | 17 نوفمبر 2018 | ملعب أكرا الرياضي، أكرا، غانا                  | مالي       | 2–1     | 2–1   | كأس أمم إفريقيا لكرة القدم للسيدات 2018                           |
| 5.  | 20 نوفمبر 2018 | ملعب أكرا الرياضي، أكرا، غانا                  | الجزائر    | 3–0     | 3–0   | كأس أمم إفريقيا لكرة القدم للسيدات 2018                           |
| 6.  | 20 يونيو 2019  | ملعب دي لا موسون، مونبلييه، فرنسا              | نيوزيلندا  | 1–0     | 2–1   | كأس العالم للسيدات 2019                                           |
| 7.  | 20 يونيو 2019  | ملعب دي لا موسون، مونبلييه، فرنسا              | نيوزيلندا  | 2–1     | 2–1   | كأس العالم للسيدات 2019                                           |
| 8.  | 12 نوفمبر 2019 | ملعب أحمدو أهيدجو، ياوندي، الكاميرون           | ساحل العاج | 2–1     | 2–1   | تصفيات كأس الأمم الأفريقية للسيدات المؤهلة للألعاب الأولمبية 2020 |
| 9.  | 5 مارس 2020    | ملعب أحمدو أهيدجو، ياوندي، الكاميرون           | زامبيا     | 1–1     | 3–2   | تصفيات كأس الأمم الأفريقية للسيدات المؤهلة للألعاب الأولمبية 2020 |
| 10. | 10 مارس 2020   | ملعب نكولوما، لوساكا، زامبيا                   | زامبيا     | 1–2     | 1–2   | تصفيات كأس الأمم الأفريقية للسيدات المؤهلة للألعاب الأولمبية 2020 |
| 11. | 10 أبريل 2021  | مجمع أرسلان زكي دميرجي الرياضي، أنطاليا، تركيا | تشيلي      | 1–2     | 1–2   | تصفيات الألعاب الأولمبية الصيفية 2020                             |
| 12. | 18 فبراير 2022 | ملعب أحمدو أهيدجو، ياوندي، الكاميرون           | غامبيا     | 2–0     | 8–0   | تصفيات كأس الأمم الأفريقية للسيدات 2022                           |
| 13  | 9 يوليو 2022   | ملعب محمد الخامس، الدار البيضاء، المغرب        | تونس       | 2–0     | 2–0   | كأس أمم إفريقيا لكرة القدم للسيدات 2022                           |
| 14. | 17 يوليو 2022  | ملعب مولاي الحسن، الرباط، المغرب               | بوتسوانا   | 1–0     | 1–0   | كأس أمم إفريقيا لكرة القدم للسيدات 2022                           |
| 15. | 21 فبراير 2023 | ملعب وايكاتو، هاميلتون، نيوزيلندا              | البرتغال   | 1–1     | 1–2   | تصفيات كأس العالم للسيدات 2023                                    |

## وصلات خارجية
- أجارا نشوت على موقع الاتحاد الدولي (مؤرشف)  (الإنجليزية)
- أجارا نشوت على موقع الاتحاد الأوربي (الإنجليزية)
- أجارا نشوت على موقع اتحاد النرويج (النرويجية)
- أجارا نشوت على موقع قاعدة بيانات كرة القدم.إي يو (الإنجليزية)
- أجارا نشوت على موقع Soccerway.com (الإنجليزية)
- أجارا نشوت على موقع اللجنة الأولمبية الدولية (الإنجليزية)
- أجارا نشوت على موقع أوليمبيديا (الإنجليزية)
- Ajara Nchout  على سكروي